# بوب أنتوني
بوب أنتوني (بالإنجليزية: Bob Anthony)‏ هو سياسي أمريكي، ولد في 1940. حزبياً، نشط في الحزب الجمهوري.

## وصلات خارجية
- الموقع الرسمي